# Julija Maesa
Julija Maesa, * ok. 170, † ok. 226
Maesa je bila hči Julija Basijana, duhovnika boga sonca Elagabala, zavetnika mesta Emesa v Sirija in babica rimskih cesarjev Elagabala in Aleksandra Severa. Tako kot njena mlajša sestra Julija Domna je bila tudi Julija Maesa ena najvplivnejših žensk v zgodovini Rimskega cesarstva.

## Položaj v cesarski družini v času Septimija Severja in Elagabala
Julija Maesa je bila poročena z Juliusom Avitom in imela je dve hčerki, Julijo Soaemias in Julijo Avito Mamaejo. Vsaka od njih je bila mati rimskega cesarja. Ko je zet Septimij Sever postal cesar, se je Julija Maesa preselila v Rim, da bi živela s svojo sestro. Ko je bil njen nečak Karakal umorjen in je Julija Domna storila samomor, se je morala Julija Maesa vrniti v Sirijo. Novi cesar Makrin je ni preganjal. Kljub temu se je Julija Maesa pridružila zaroti proti njemu, da bi na prestol pripeljala enega od svojih vnukov, Elagabala, sina Julije Soaemiase. Da bi ga pripravila na njegov cesarski položaj je razširila govorico, da je mladi Elagabal nezakonski sin Karakale. Julija Maesi in Julija Soemis sta v svojih namerah uspeli, predvsem zaradi nizkega porekla Makrina, ki ni imel dobrih političnih povezav v visokih senatorskih krogih. Tako je Elagabal postal rimski cesar.

## Vpliv na dvoru v času Elagabala
Poleti leta 219 se je v Rimu Elagabal srečal s svojo babico in materjo, katerima je dolgoval svoj prihod na prestol. V mladosti ga je bolj zanimala religija kot politika in uprava, zato je imela resnično oblast v cesarstvu Julija Maesa.
Da bi Elagabal nagradil Julijo Maeso za njeno podporo, ji je podelil naziv "Augusta avia Augusti" (cesarica, mati cesarjev). Julija Maesa je Elagabala opomnila, da se mora bolj ukvarjati z zadevami cesarstva in uprave ter z vojsko, če želi ohraniti svoj prestol in glavo. Ko pa je Elagabal ubral povsem napačno pot in se poročil z vestalko ter popolnoma odtujil elito in navadno prebivalstvo cesarstva, se je Julija Maesa postavila na stran Aleksandra Severja, njenega drugega vnuka. Elagabal je bil prisiljen posvojiti Aleksandra Severja in kmalu je bil 22. ali 23. marca 222 ubit skupaj z materjo Julijo Soemis.
Odločitev, da se postavi na stran Aleksandra Severja, je bila odlična taktična in politična poteza, a katastrofalna za družino: Julija Maesa je tako prispevala k smrti svoje hčere in vnuka.

## Ocena osebnosti
Julija Maesa je umrla okoli leta 226 in je bila takoj pobožanjena (deificirana). V zgodovinopisju (Herodijan, Dion Kasij, Historia Augusta) je na splošno dobro cenjena. Le Herodijan, verjetno upravičeno, poudarja njeno slavoljublje.